# Bjelajski Vaganac
Bjelajski Vaganac (szerbül: Бјелајски Ваганац) szerb falu Bosznia-Hercegovinában, a Bosznia-hercegovinai Föderáció Una-Szanai kantonjában, Bosanski Petrovac községben.

## Fekvése
Bosznia-Hercegovina nyugati részén, Bihácstól légvonalban 37, közúton 44 km-re délkeletre, Bosanski Petrovactól légvonalban 11, közúton 15 km-re nyugatra a Medeno és a Bjelajski polje között fekszik. Az északi oldalon a Bosanski Petrovac - Bihács út, a déli oldalon Cimeše falu és az Osječenica-hegység található. A terület bővelkedik számos kisebb víznyelőben, amelyek ha házak mellett vannak, a nagyobb termékenység miatt a kertek öntözésére szolgálnak. A terület egy része alacsony tüskés növényzettel benőtt, sziklás, teljesen kopár, csak szarvasmarha legeltetésre használható. A többi rész részben legelő és rét, részben pedig erdővel borított terület (tölgy - gyertyán). A Medeno polje egy helyen szurdokot alkot, e körül található a falu egy része. A másik ilyen szurdok a Bjelajsko polje területén van, itt található Vekići. A falu harmadik része, Jazbine a Bjelajsko polje szélén található. Ezekben a szurdokokban a föld jobb minőségű, ezért gazdálkodásra használják.
A faluban nincs ivóvízforrás. Az állatokat esővízzel itatják, az embereknek pedig kutakat használnak. A kutak hengeres lyuk ásásával készülnek, amely belülről betonozás nélkül, faragott kővel van bélelve. Így a talajon áthaladó megszűrt víz képes bejutni a kútba. A kút alja agyaggal van bélelve, hogy megvédje a vizet a további elfolyástól. A házak mellett esővízzel feltöltött betonkutak épülnek. A háború után Vaganac Petrovacról, Vekići és Jazbina pedig Bjelajból kapott vizet.

## Népessége
| Nemzetiségi csoport | Népesség 1991 | Népesség 2013 |
| ------------------- | ------------- | ------------- |
| Szerb               | 141           | 43            |
| Bosnyák             | 0             | 0             |
| Horvát              | 0             | 0             |
| Jugoszláv           | 0             | 0             |
| Egyéb               | 0             | 0             |
| Összesen            | 141           | 43            |

## Története
A faluban található egy feltáratlan domb, amely a római korból származik. A lelőhely a falutól félórányi sétára, az Osječenica lejtőin található.
Magában a faluban nincs látható nyoma a 200 évnél régebbi életnek, bár néhány helyszín (Čardačina, Gladni han, Krivokuće, Kućerina) egy korábbi korszakbeli életre utal, de ennek megerősítésére senki nem végzett kutatást. A folyóvíz hiánya döntő szerepet játszott abban, hogy ezen a kis területen korábban nem zajlott élet. A mai lakosok ősei a 19. században vándoroltak be, többnyire Likából.
A fő gazdasági tevékenység az állattenyésztés volt, mert a vízhiány csak ezt tette lehetővé. A minőségi termőföld hiánya igen kis léptékű gazdálkodást tett lehetővé. Villany 1964-ben került a faluba. Aszfaltút nincs.
A faluban soha nem épült iskola, templom vagy bolt.

## Nevezetességei
- Gradina – ókori erődítmény maradványai. A helyszínről az 1902-ben V. Čurčić vezette terepbejárás során számos bronzkori és vaskori kerámia és római tégla került elő.[6]

## Fordítás
- Ez a szócikk részben vagy egészben  a   Bjelajski Vaganac című bosnyák Wikipédia-szócikk ezen változatának fordításán alapul.  Az eredeti cikk szerkesztőit annak laptörténete sorolja fel. Ez a jelzés csupán a megfogalmazás eredetét és a szerzői jogokat jelzi, nem szolgál a cikkben szereplő információk forrásmegjelöléseként.